# Francina Boris i Codina
Francina Boris i Codina (Girona, 29 de gener de 1915 - Girona, 7 de novembre de 2013), també coneguda com a Paquita Boris, fou una locutora de ràdio catalana.

## Biografia
El 1929 va debutar a Ràdio Girona, on amb només 14 anys va ser la primera veu femenina en aquella emissora. Nomenada oficialment locutora de Ràdio Associació de Catalunya per la Generalitat de Catalunya durant el període republicà, continuà sent-ho durant la Guerra Civil. El 17 de gener de 1939, amb les tropes franquistes a les portes de Barcelona, emet una crida a la població de lluitar amb qualsevol mitjà a l'abast: forquilles, pedres, i fins i tot les ungles, per defensar la ciutat, per la qual cosa es guanyà l'epítet de la "Passionària catalana" en el llibre Camps du mépris. En plena dictadura, l'any 1942 va crear a Girona Nostra dansa, el programa degà de la informació sardanista i primer espai radiofònic de la postguerra en català, que va presentar més de seixanta anys, continuant amb el programa fins i tot després de la seva jubilació. Altres tasques que emprengué en el món radiofònic van ser els programes D'ací i d'allà, d'un clar país, Girona, nova via; Festa; Salvem la natura; Dreceres de la nostra llengua, i Què en sabem, de Catalunya, programes pels quals van passar les més rellevants figures del món de la nostra cultura. El 1947, es va casar amb l'activista cultural gironí Miquel Vidal i Arquer.
El 1974 va rebre la Medalla d'Argent al Mèrit al Treball i el premi Floricel Rosa d'Or d'Anglès (la Selva); el 1985, la Medalla al mèrit sardanista de l'Obra del Ballet Popular; el 1991, la Medalla Francesc Macià de la Generalitat; el 1994, el Premi Nacional de Cultura Popular de la Generalitat de Catalunya; el 2001 el Premi Rosa del Desert de l'Associació de Dones Periodistes de Catalunya; el 2003, la Mosca de Galena dels Periodistes de Girona; el 2007, la menció d'honor dels Premis Nacionals de Radiodifusió, Televisió, Internet i Telecomunicació i el 2008 va rebre la Creu de Sant Jordi.
Ràdio Girona va retre-li un homenatge a la que havia estat la seva primera veu a Amb tu, un programa emès el 2013 amb motiu dels vuitanta anys de l'emissora per recordar els seus antics locutors.
L'any 2016 Òmnium Gironès posa el nom de Francina Boris a la sala d'actes de la seva seu. La tria es va fer a través de noms proposats pels socis i escollits de forma pública. La proposta que va rebre més suport va ser la de Francina Boris. Es va estrenar el nom de la sala el dia 10 de novembre del 2016.